# BRICS
BRICS (acroniem van Brazil, Russia, India, China, South Africa) is een samenwerkingsverband van tien landen: Brazilië, Rusland, India, China, Zuid-Afrika, Iran, Egypte, Ethiopië, de Verenigde Arabische Emiraten en Indonesië. Deze landen bevinden zich in een vergelijkbaar stadium van economische ontwikkeling en vertegenwoordigen in de huidige wereld een alsmaar belangrijker wordende politieke en economische organisatie.

## Geschiedenis
De term "BRIC" werd als eerste genoemd in 2001 in een studie van Goldman Sachs. De auteur was de Britse econoom Jim O'Neill.
De eerste formele bijeenkomst werd gehouden op 16 juni 2009 in Jekaterinenburg, waarbij de leiders van Brazilië, Rusland, India en China aanwezig waren. Zuid-Afrika deed op dat moment nog niet mee.
Na de tweede bijeenkomst van de BRIC-landen in Brasilia in 2010, met Zuid-Afrika als uitgenodigde gast, werd het land, dat destijds nog niet eens lid van de zogenaamde N-11 was, vervolgens uitgenodigd om als volwaardig lid aan de komende bijeenkomst in 2011 deel te nemen. Als gevolg hiervan veranderden de vier BRIC-landen officieel naar de politieke en economische organisatie van de vijf BRICS-landen.
Het lidmaatschap van Zuid-Afrika werd van verschillende kanten bekritiseerd. Economen op de Reuters 2011 Investment Outlook Summit op 6-7 december 2010, wezen het idee van Zuid-Afrika als nieuw BRIC-land af. Jim O'Neill zei dat Zuid-Afrika, met een bevolking van 50 miljoen mensen, een te kleine economie was om de BRIC-gelederen te versterken.
Op de 15de bijeenkomst (22-24 augustus 2023), werd beslist dat de volgende landen worden uitgenodigd zich op 1 januari 2024 aan te sluiten bij BRICS: Argentinië, Egypte, Ethiopië, Iran, Saudi-Arabië en de Verenigde Arabische Emiraten. De Argentijnse nieuwe regering van Javier Milei kondigde aan alle BRICS-leiders aan dat het land zich officieel terugtrekt uit de aanvraagprocedure. Saudi-Arabië beraadt zich nog of het zal aansluiten (april 2024) en heeft eind 2024 nog geen formeel besluit genomen. Gesproken werd over de instelling van een wereldmunt als alternatief voor de Amerikaanse dollar.
Op de 16de bijeenkomst (22-24 oktober 2024 in Kazan, Rusland) zijn Saoedi-Arabië, Thailand en Vietnam waarnemer. Onder andere Indonesië, Maleisië, Bangladesh, Thailand, Mexico, Algerije, Azerbeidzjan en Turkije hebben formeel een aanvraag ingediend om lid te worden van de BRICS.
Venezuela kreeg aanvankelijk een aanbod voor BRICS-lidmaatschap, maar Brazilië stelde zijn veto tegen de uitnodiging tijdens de 16e top in 2024.
Algerije, Nigeria, Turkije en Vietnam gaven eind 2024 nog geen formeel antwoord.
In het communiqué na de 16de top werden de BRICS-landen en de aangesloten landen als volgt vermeld:
- Stichtende leden: Brazilië, Rusland, India, China en Zuid-Afrika
- Nieuwe lidstaten: Iran, Egypte, Ethiopië, Verenigde Arabische Emiraten en Indonesië (Saoedi-Arabië nog niet geratificeerd)
- Partnerlanden: Algerije, Bolivia, Wit-Rusland, Cuba, Kazachstan, Maleisië, Nigeria, Oeganda, Oezbekistan, Thailand, Turkije en Vietnam

## Mondiale betekenis
De vijf BRICS-landen vertegenwoordigden in 2015 ruim 3 miljard mensen of ongeveer 40% van de wereldbevolking en met bijna 40 miljoen km² meer dan een kwart van het landoppervlak van de wereld. De vijf landen hadden een gezamenlijk nominaal BBP van 16.800 miljard Amerikaanse dollar, gelijk aan ongeveer 20% van het bruto wereldproduct.
Hieronder een tabel met belangrijke gegevens per 2015:
| Staat        | Inwoners (× miljoen) | BBP (US$ miljoen) | BBP (US$ per hoofd) | BBP in PPP (US$ per hoofd) | Oppervlakte (× 1000 km²) |
| ------------ | -------------------- | ----------------- | ------------------- | -------------------------- | ------------------------ |
| Brazilië     | 204                  | 1801              | 8810                | 14.773                     | 8500                     |
| Rusland      | 143                  | 1366              | 9521                | 25.021                     | 17.100                   |
| India        | 1283                 | 2090              | 1628                | 5871                       | 3300                     |
| China        | 1375                 | 11.226            | 8167                | 13.457                     | 9600                     |
| Zuid-Afrika  | 55                   | 318               | 5803                | 13.310                     | 1220                     |
| BRICS totaal | 3060                 | 16.801            | 5490                |                            | 39.720                   |

Hieronder bijna dezelfde tabel met gegevens per 2020. China en India zijn economisch relatief succesvol geweest en Rusland en Zuid-Afrika waren stabiel. In Brazilië is de economische situatie verslechterd in deze periode van vijf jaar. Volgens de Democratie-index van The Economist hebben China en Rusland autoritaire regimes.
| Staat        | Inwoners (× miljoen) | BBP (US$ miljoen) | BBP (US$ per hoofd) | BBP in PPP {US$ per hoofd) | Democracy Index | Corruption Perception Index |
| ------------ | -------------------- | ----------------- | ------------------- | -------------------------- | --------------- | --------------------------- |
| Brazilië     | 212                  | 1445              | 6823                | 14.890                     | 49              | 94                          |
| Rusland      | 146                  | 1478              | 10.115              | 28.052                     | 124             | 129                         |
| India        | 1379                 | 2660              | 1930                | 6510                       | 53              | 86                          |
| China        | 1414                 | 14.887            | 10.511              | 17.104                     | 151             | 78                          |
| Zuid-Afrika  | 60                   | 335               | 5625                | 13.289                     | 45              | 69                          |
| BRICS totaal | 3211                 | 20.805            | 6479                |                            |                 |                             |

## New Development Bank (NDB)
Op de 5de jaarlijkse bijeenkomst werd door de vijf BRICS-landen op 27 maart 2013 in het Zuid-Afrikaanse Durban de oprichting van een gemeenschappelijke ontwikkelingsbank besloten om in de toekomst over een alternatief voor de bestaande, door de VS gedomineerde Wereldbank en het Internationaal Monetair Fonds te beschikken. Tijdens de 6de bijeenkomst in Brazilië werd op 15 juli 2014 in Fortaleza het document voor de stichting van de zogenaamde New Development Bank (NDB) ondertekend.
Deze multilaterale ontwikkelingsbank, ook wel BRICS Development Bank genoemd, met hoofdvestiging in het Chinese Shanghai, zal in de toekomst de belangrijke taak als alternatieve bank vervullen.
China levert met 41 miljard dollar de grootste bijdrage voor het totale startkapitaal van 100 miljard dollar. Brazilië, Rusland en India geven ieder 18 miljard dollar en Zuid-Afrika moet 5 miljard dollar bijdragen. De bank is van plan om in 2016 met het verstrekken van leningen te beginnen. Infrastructuurprojecten zijn hierbij het hoofddoel.

## Jaarlijkse bijeenkomst

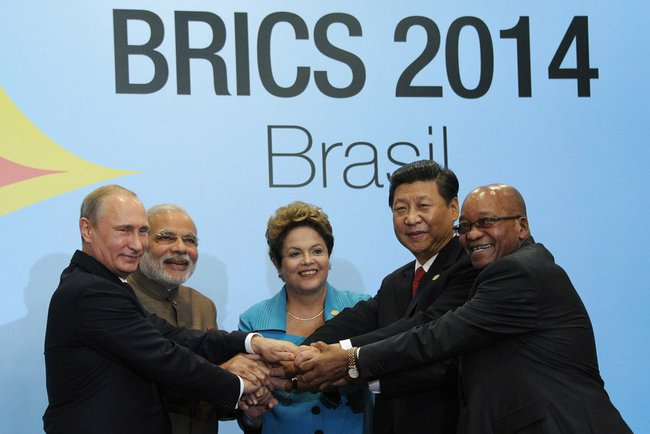
De leiders tijdens de bijeenkomst in Brazilië in juli 2014: Vladimir Poetin, president van Rusland, Narendra Modi, premier van India, Dilma Rousseff, president van Brazilië, Xi Jinping, president van China en Jacob Zuma, president van Zuid-Afrika

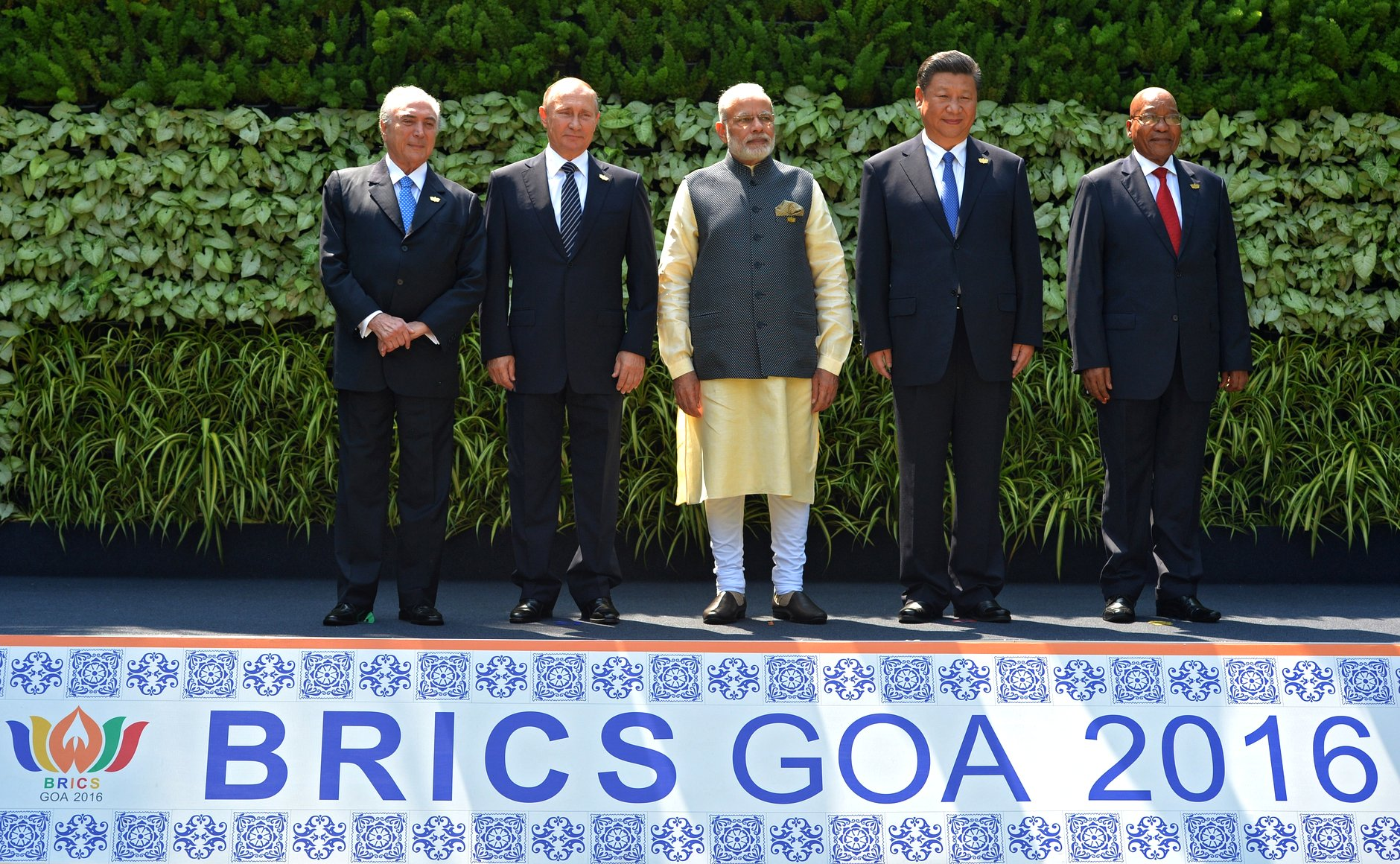
8ste bijeenkomst in Goa in oktober 2016

- 1ste bijeenkomst op 16 juni 2009 in Jekaterinenburg, Rusland
- 2de bijeenkomst op 16 april 2010 in Brasilia, Brazilië
- 3de bijeenkomst op 14 april 2011 in Sanya, China
- 4de bijeenkomst op 29 maart 2012 in New Delhi, India
- 5de bijeenkomst op 26-27 maart 2013 in Durban, Zuid-Afrika
- 6de bijeenkomst op 14-16 juli 2014 in Fortaleza, Brazilië
- 7de bijeenkomst op 8-9 juli 2015 in Oefa, Rusland
- 8ste bijeenkomst op 15-16 oktober 2016 in Goa, India
- 9de bijeenkomst op 3-5 september 2017 in Xiamen, China
- 10de bijeenkomst op 25-27 juli 2018 in Johannesburg, Zuid-Afrika
- 11de bijeenkomst op 13-14 november 2019 in Brasilia, Brazilië
- 12de bijeenkomst op 17 november 2020 in Moskou, Rusland (videoconferentie)
- 13de bijeenkomst op 9 september 2021 in New Delhi, India (videoconferentie)
- 14de bijeenkomst op 23-24 juni 2022, gehost door China (videoconferentie)[17]
- 15de bijeenkomst op 22-24 augustus 2023 in Kaapstad, Zuid-Afrika
- 16de bijeenkomst op 22-24 oktober 2024 in Kazan, Rusland
- 17de bijeenkomst op 6-7 juli 2025 in Rio de Janeiro, Brazilië

## Importheffingen van de regering-Trump II
Op 7 juli maakt de Amerikaanse president Donald Trump een nieuwe ronde importheffingen bekend. De BRICS-landen dreigen een extra heffing van 10 procent te krijgen opgelegd als ze zich 'aansluiten bij het anti-Amerikaanse beleid'.